# Guerra dogro-tibetana
La Guerra dogro–tibetana o Guerra sino-sikh è stata combattuta dal maggio 1841 all'agosto 1842 tra le forze del nobile Dogra Gulab Singh di Jammu, in quanto vassallo dell'Impero Sikh, e il Tibet in quanto vassallo della cinese Dinastia Qing. Il comandante in capo di Gulab Singh era l'abile generale Zorawar Singh Kahluria, che, dopo la conquista del Ladakh, tentò di estenderne i confini al fine di controllare le vie commerciali dirette a quest'ultima zona. La campagna di Zorawar Singh, osteggiata dall'inclemenza del clima, subì una sconfitta a Moincêr, dove lo stesso Zorawar fu ucciso e in seguito alla quale i tibetani penetrarono nel Ladakh. Gulab Singh inviò rinforzi sotto il comando di suo nipote Jawahir Singh, e una successiva battaglia nelle vicinanze di Leh nel 1842 portò alla sconfitta dei tibetani. Poco dopo fu firmato il Trattato di Chushul che confermò lo Status quo ante bellum.

## Quadro generale

### Commerci del Ladakh
Nel XIX secolo il Ladakh costituiva il centro delle vie commerciali che si diramavano verso il Turkestan e il Tibet. I commerci con questo secondo paese erano regolati dal Trattato di Tingmosgang del 1684, in base a cui il Ladakh aveva il diritto esclusivo di ricevere la pashmina prodotta in Tibet in cambio di brick-tea, il tè compresso in forma di mattonelle.
 In quel modo veniva rifornita l'industria degli scialli Kashmir, rinomata a livello mondiale.

### Ambiente politico

L'impero Sikh

Agli inizi dell'Ottocento la valle del Kashmir e la confinante Divisione del Jammu facevano parte dell'impero Sikh. I Dogra di Jammu erano tuttavia virtualmente autonomi sotto la sovranità del Raja Gulab Singh, che alla morte del monarca Singh Ranjit Singh si accinse ad assumere il controllo del Kashmir e di tutte le zone circonvicine. A quel fine, nel 1834 Gulab Singh incaricò il suo generale più abile, Zorawar Singh Kahluria, di occupare tutto il territorio tra Jammu e il confine con il Tibet. Giunto il 1840, Ladakh e Baltistan erano sotto il fermo controllo dei Dogra, pur nel loro ruolo di vassalli dell'impero Sikh
Il potere dominante nel subcontinente indiano era rappresentato dalla Compagnia britannica delle Indie orientali, che tollerava l'impero Sikh come prezioso alleato contro gli afgani, ma coltivava a sua volta progetti di commercio diretto della pashmina con il Tibet. La conquista del Ladakh da parte di Zorawar Singh aveva infranto il monopolio di Kashmir e Ladakh sui commerci con il Tibet, e di conseguenza la pashmina tibetana aveva cominciato a farsi strada verso il territorio britannico. Al fine di ristabilire questo monopolio, Gulab Singh e Zorawar Singh rivolsero lo sguardo verso lo stesso Tibet.
Dagli inizi del XVIII secolo la dinastia Manciù dei Qing aveva consolidato il proprio controllo del Tibet dopo avere sbaragliato il khanato degli Zungari, controllo destinato a durare fino alla caduta della dinastia stessa all'avvento della Rivoluzione cinese del 1911.

## Invasione del Tibet
1 Leh
2 Hanle
3 Tashigang
4 Rudok
5 Gartok
6 Menshi
7 Manasarovar
8 Taklakot (Burang)
9 Mayum La
10 Tholing (Tsaparang)
11 Daba
12 Kardam, accampamento Dogra
Zorawar Singh guidava una forza di 4000 uomini tra ladakhi, balti e kishtwari, con un nucleo centrale di Dogra. I tibetani erano stimati in 6000. I primi però erano muniti di armi da fuoco e cannoni, mentre gli altri usavano archi, spade e lance.
Zorawar Singh divise le sue truppe in tre divisioni, inviandone una per la valle di Rupshu attraverso il monastero di Hanle, una lungo la Valle dell'Indo verso Tashigang e la terza lungo il lago Pangong verso Rudok (Rutog). I primidue contingenti saccheggiarono imonasteri buddisti di Hanle e Tashigang. Secondo Cunningham, il comandante responsabile della distruzione dei monasteri fu Ghulam Khan, genero di Rahim Khan, che una volta catturato fu torturato a morte. La terza divisione, comandata personalmente da Zorawar Singh, rese Rudok e procedette verso sud, riunendosi alle altre per l'attacco a Gartok.
A quel punto i funzionari di confine tibetani avevano mandato un'allerta aLhasa e il governo tibetano inviò un distaccamento al comando del ministro Pellhün.
Nel frattempo Zorawar Singh aveva preso Gartok e anche Taklakot (Burang), in vicinanza del confine con il Nepal. Il generale tibetano non era stato in grado di tenere Taklakot e si era ritirato verso il Mayum La, il passo poco a est del Manasarovar che marca il confine del Tibet occidentale.
Zorawar Singh invocò la pretesa storica del Ladakh nei confronti del Tibet occidentale fino appunto a quel passo, un diritto presumibilmente esercitato prima del Trattato di Tingmosgang del 1648. Tutti i forti conquistati furono muniti di una guarnigione, mentre il grosso delle truppe fu fatto accampare nella località sacra di Tirthapuri, a ovest del Manasarovar. Fu inoltre creata un'amministrazione per il governo dei territori occupati. Missar (ora Menshi o Moincêr), che era un'enclave ladakhi in base al trattato del 1648, fu usata per immagazzinarvi i rifornimenti.

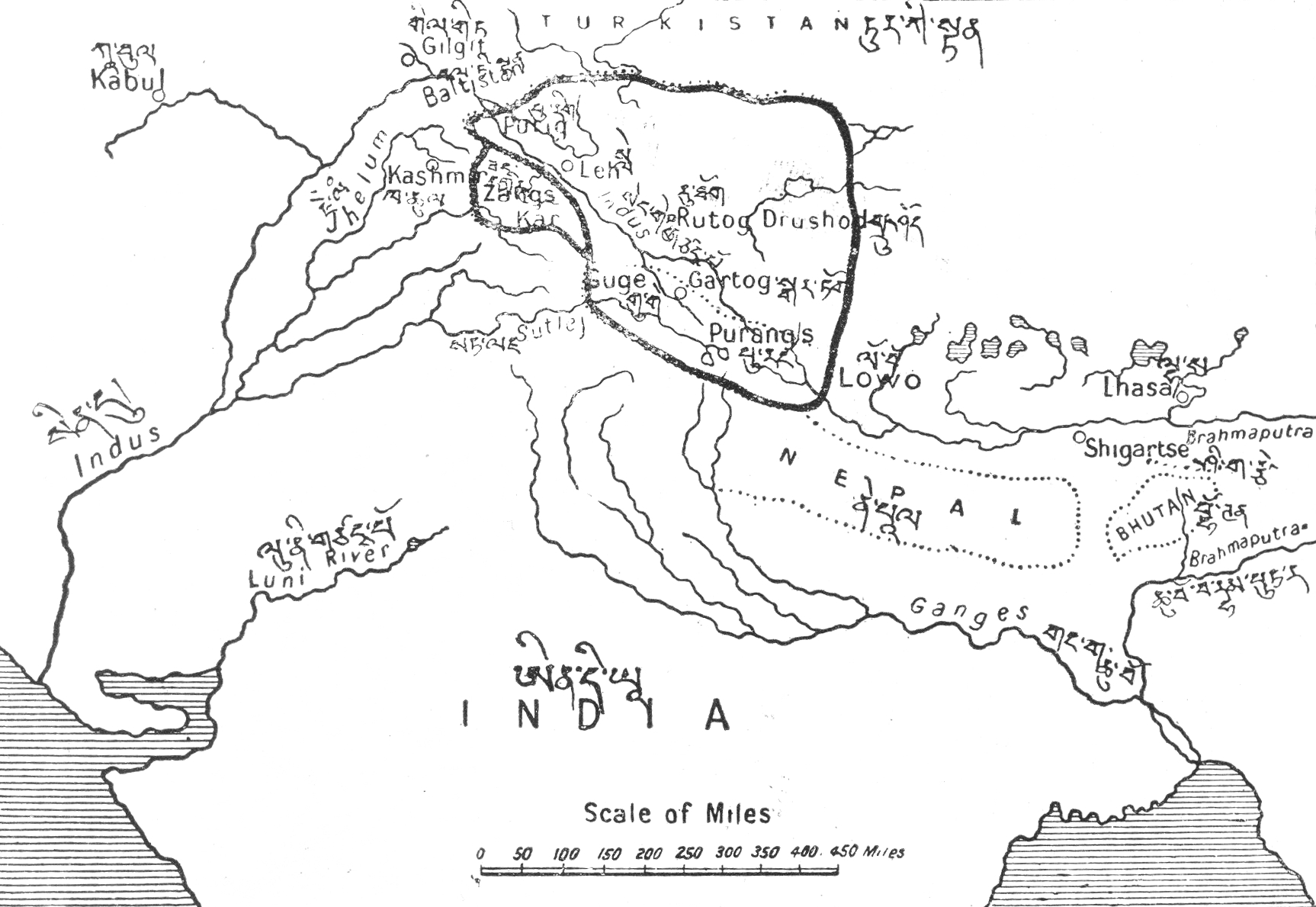
Le pretese storiche del Ladakh nei confronti del Tibet occidentale (A. H. Francke, 1907)

Il 2 settembre 1841 l'amban (governatore) cinese a Lhasa riferì all'imperatore:

### Reazioni britannica e nepalese
La conquista del Ladakh da parte dei Dogra era risultata dapprima vantaggiosa per i britannici. I disordini nel Ladakh avevano avuto come conseguenza che la lana tibetana per scialli era stata deviata verso il principato di Bashahr, un possedimento dei britannici. Ma a questo punto, con la conquista del Tibet occidentale da parte dei Dogra, questo commercio era interrotto. L'avanzata delle truppe di Zorawar Singh provocarono vivaci proteste dei britannici presso il Durbar dell'impero Sikh a Lahore. Fu anche riferito che Zorawar Singh imponeva tasse dai Bothia della valle del Byans (Distretto di Pithoragarh), che erano sotto la protezione britannica. I britannici pretesero che a tutto ciò fosse immediatamente posto termine e che i villaggi già tassati fossero rimborsati.
A ciò si aggiungeva la possibilità di un accordo tra dogra e nepalesi, che avrebbe accerchiato il territorio britannico. Ma un simile accordo non si materializzò mai. I nepalesi erano comprensivi nei confronti dei ladakhi, ma avevano rapporti in corso con i tibetani. Inviarono in effetti una missione a Zorawar Singh dopo la sua conquista di Taklakot, ma non ne sortì niente. Il permesso di svernare richiesto dai dogra fu rifiutato.
Nondimeno i britannici erano preoccupati. Il loro governatore generale fece forti pressioni sui Sikh perché richiamassero Singh dal Tibet e stabilirono nel 10 dicembre 1841 la data ultima.

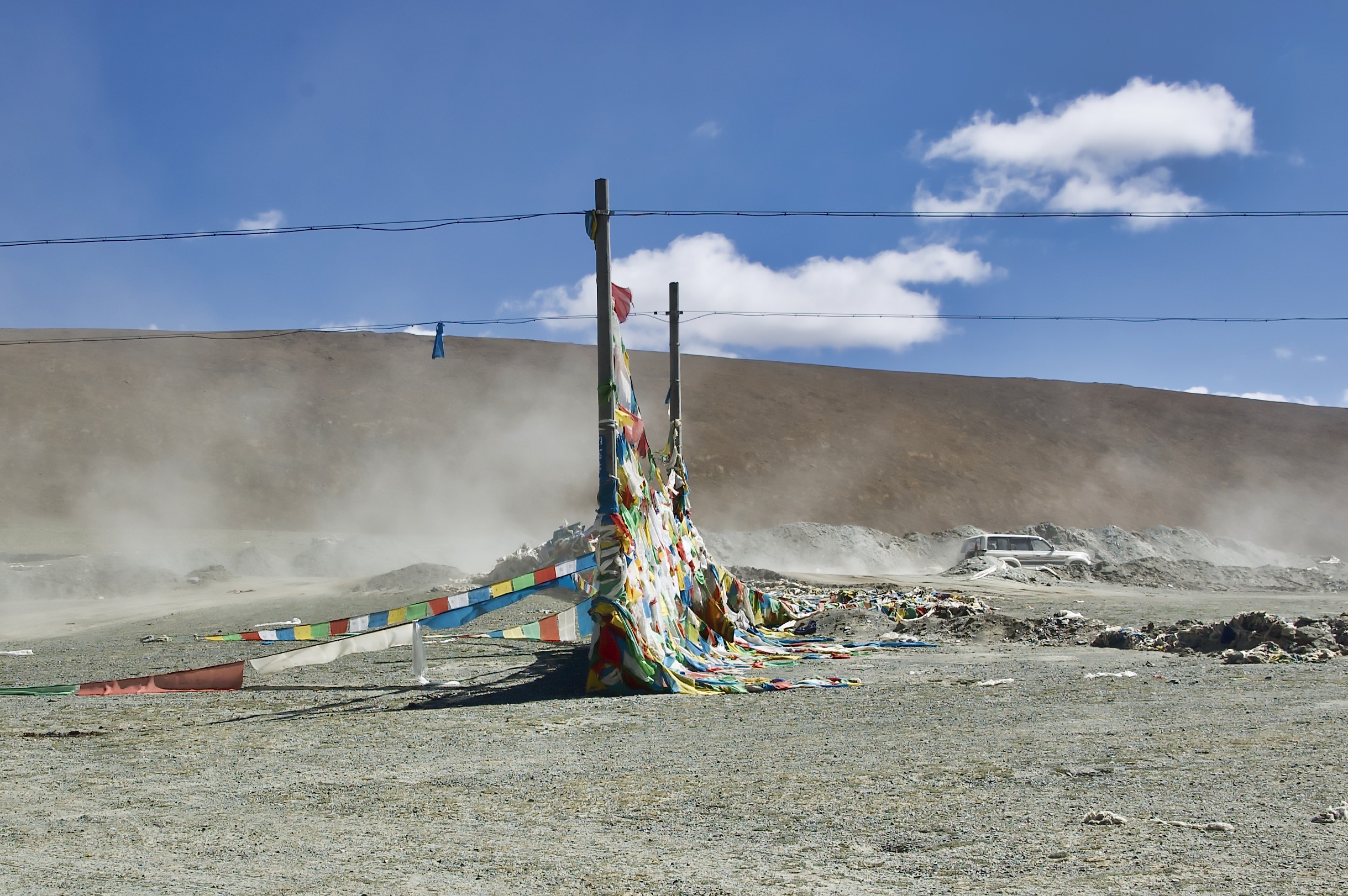
Il Mayum La (Passo, 5225 m) in giugno 2010

### Disfatta invernale
Secondo Fisher e altri, con l'avvicinarsi dell'inverno i dogra non erano contrari a ritirarsi in forze, ma sembra abbiano fatto richieste troppo elevate perché i tibetani potessero accettarle. Sukhdev Singh Charak sostiene che il Durbar di Lahore rispose alle richieste britanniche ordinando a Zorawar Singh di tornare in Ladakh. In risposta, Zorawar Singh ritirò ufficiali e truppe dalle "postazioni avanzate" e dal confine britannico, promettendo di completare il resto del ritiro dopo lo scioglimento delle nevi. Secondo lui questi movimenti militari, fatti per placare i britannici, indeboliro
I rinforzi tibetani arrivarono in novembre in quantità considerevoli. Alexander Cunningham stima 10 000 effettivi. Secondo alcune fonti, a questo punto Zorawar Singh disponeva soltanto di 3 000 soldati. Il Passo Mayum era coperto dalla neve, ma le truppe lo aggirarono via Matsang. Dopo forti combattimenti Taklakot fu ripresa dai tibetani il 9 novembre 1941. Alcuni distaccamenti furono mandati avanti per tagliare le linee di comunicazione dei dogra. Missioni di ricognizione inviate da Zorawar Singh furono annientate.
Alla fine Zorawar Singh decise di rischiare tutto in una campagna a tutto campo per riprendere Taklakot: la battaglia infuriò per tre settimane con sorti incerte. Nel tentativo di tagliare le linee dei rifornimenti alle truppe tibetane a Taklakot, le forze di Zorawar Singh marciarono per un percorso secondario da Minsar lungo il corso superiore del Karnali (Ghaghara) e si accamparono a Kardung (Kardam). I tibetani calcolarono essere loro intenzione intercettare la linea dei rifornimenti in un luogo chiamato Do-yo, leggermente a nord di Taklakot. Secondo il rapporto tibetano dal campo di battaglia:
1 Kardung
2 Do-yo
3 Taklakot (Burang)
Zorawar Singh rimase ferito nella battaglia ma continuò a combattere con la spada finché fu decapitato da soldati tibetani. Trecento soldati dogra furono uccisi in combattimento e circa settecento furono catturati. Il resto fuggì in Ladakh. I tibetani li inseguirono fino a Dumra (probabilmente la valle di Nubra), a un giorno di viaggio da Leh, dove si accamparono.

## Invasione tibetana del Ladakh
A quel punto le truppe sino-tibetane spazzarono via le altre guarnigioni dei dogra e avanzarono sul Ladakh, ormai determinate a conquistarlo e ad aggiungerlo ai domini imperiali cinesi. Le truppe avversarie, comandate da Mehta Basti Ram, sostennero tuttavia un assedio di diverse settimane a Chi-T’ang prima di riparare in 240 uomini attraverso l'Himalaya fino alla postazione britannica di Almora. Nel Ladakh l'esercito sino-tibetano pose l'assedio a Leh, quando i rinforzi cominciarono ad arrivare da Jammu sotto il comando di Diwan Hari Chand e Wazir Ratnu e lo respinsero. Le fortificazioni tibetane a Drangtse furono alluvionate quando i dogra sbarrarono il fiume. In campo aperto, cinesi e tibetani furono respinti fino al villaggio di Chushul, dove la battaglia definitiva (agosto 1842) fu vinta dai Sikh, che per vendicare la morte di Zorawar Singh passarono per le armi il generale nemico.

## Trattato di Chushul
A questo punto nessuno dei due contendenti intendeva continuare il conflitto, essendo i Sikh impegolati nelle tensioni con i britannici che avrebbero portato alla Prima guerra anglo-sikh, mentre i Qing erano nel cuore della Prima guerra dell'oppio con la Compagnia britannica delle Indie orientali. Quindi in settembre 1842 i due contendenti firmarono un trattato che sanciva il divieto di violazioni territoriali o interferenze tra i due paesi.